# 26002 Angelayeung
26002 Angelayeung este un asteroid din centura principală de asteroizi.

## Descriere
26002 Angelayeung este un asteroid din centura principală de asteroizi. A fost descoperit pe 18 martie 2001 la Socorro, New Mexico, în cadrul proiectului LINEAR. Asteroidul prezintă o orbită caracterizată de o semiaxă mare de 2,54 ua, o excentricitate de 0,17 și o înclinație de 1,8° în raport cu ecliptica.